# نهائي كأس الأمم الإفريقية 2021
نهائي كأس الأمم الأفريقية 2021 وهي المباراة التي حددت المنتخب الفائز في بطولة كأس الأمم الأفريقية 2021، بطولة كرة القدم الدولية للرجال التي تُقام كل سنتين في أفريقيا والتي ينظمها الاتحاد الأفريقي لكرة القدم. لُعبت المباراة على ملعب أوليمبي في ياوندي، الكاميرون، يوم 6 فبراير 2022 بين منتخبي السنغال ومصر، يحتل منتخب السنغال المركز العشرين عالميًا (الأول أفريقيا) في تصنيف الفيفا العالمي، بينما منتخب مصر يحتل المركز 45 عالميًا (السادس أفريقيا). وصلت السنغال للنهائي باحتلالها صدارة مجموعتها برصيد 5 نقاط، وواصلوا الفوز على غينيا الاستوائية وبوركينا فاسو في ربع النهائي ونصف النهائي على التوالي. احتلت مصر المركز الثاني في المجموعة الرابعة خلف نيجيريا، هزموا المغرب في ربع النهائي، ثم أطاحوا بالكاميرون المضيفة بركلات الترجيح.
لم يتم تسجيل أي أهداف في الوقت الأصلي من المباراة، كما كان الوقت الإضافي سلبياً. أفضل فرصة للمباراة كانت ركلة جزاء نفذها ساديو ماني أنقذها الحارس المصري محمد أبو جبل في الدقيقة السابعة. لم يكن لدى أي من الفريقين فرص واضحة. مع مستوى النتيجة، ذهبت المباراة إلى ركلات الترجيح. خاليدو كوليبالي وأحمد سيد زيزو كلاهما سجلا لبلدهما، محققان النتيجة 1–1 بعد أن سدد كل فريق ركلة الجزاء الأولى. بعد أن سجل عبدو ديالو للسنغال، ارتطمت ركلة الجزاء التي سجلها محمد عبد المنعم بالقائم، مما يعني أن السنغال تتمتع بأسبقية 2–1. ومع ذلك، بعد أن أنقذ أبو جبل ركلة جزاء من السنغالي بونا سار، وسجل مروان حمدي ركلته، وصل الفريقان إلى طريق مسدود مرة أخرى. وسجل بامبا ديانغ ركلة الجزاء التالية، وتصدى إدوارد ميندي لركلة الجزاء الحاسمة التي سددها مهند لاشين، صاحب ركلة الجزاء التالية لمصر. وحسم ساديو ماني، الذي أهدر ركلة جزاء سابقة، المباراة عندما سجل في مرمى أبو جبل ليمنح السنغال لقبها الاول في تاريخها.
يعني هذا الإنتصار فوز السنغال بأول بطولة من كأس الأمم الأفريقية على الإطلاق، بعد الخسارة في المباراة النهائية مرتين (2002 ضد الكاميرون و2019 ضد الجزائر). بعد المباراة، قالت جانين أنتوني من قناة سكاي سبورت عن السنغال «لقد كانوا الفريق الأفضل، إنها ليلة السنغال». اختير المصري محمد أبو جبل كأفضل لاعب في المباراة، والذي كان قد شارك بديلا في مباراة كوت ديفوار اثر خىوج الشناوى مصابا ليكمل ابو جبل البطولة، على الرغم من عدم تمكنه من تحقيق الفوز لفريقه. عادت بعثة منتخب السنغال إلى أرض الوطن وشاركت في موكب النصر الذي أقيم في العاصمة داكار، ليصبح أكبر تجمع جماهيري في تاريخ البلاد.

## الفريقين
| الفريق  | التتويج | الظهور في نهائيات كأس الأمم الأفريقية السابقة (الخط الغليظ للأرقام يشير لسنة التتويج باللقب) |
| ------- | ------- | -------------------------------------------------------------------------------------------- |
| السنغال | 0       | 2 (2002، 2019)                                                                               |
| مصر     | 7       | 9 (1957، 1959، 1962، 1986، 1998، 2006، 2008، 2010، 2017)                                     |

## خلفية
لعب منتخب مصر المباراة النهائية التاسعة له في كأس الأمم الأفريقية، أخرها في 2017 عندما خسروا ضد الكاميرون. سبق لمصر الفوز باللقب 7 مرات (رقم قياسي) أخرها في 2010 على حساب غانا. بينما خاض منتخب السنغال النهائي الثالثة له في المسابقة؛ خسروا النهائيين السابقين (2002 ضد الكاميرون و2019 ضد الجزائر). يعتبر السنغال هو أول منتخب يصل للمباراة النهائية بشكل متتالي منذ وصول مصر ثلاث مرات متتالية في 2006، 2008 و2010.
هذه المباراة هي الخامسة بين المنتخبين في البطولة، فاز السنغال في المواجهة الأولى التي كانت في المباراة الافتتاحية لنسخة 1986 بهدف لصفر، بينما أخر مباراة انتهت بفوز مصر في نصف نهائي نسخة 2006 بهدفين لهدف. يحتل منتخب السنغال المركز العشرين عالميًا (الأول أفريقيا) في تصنيف الفيفا العالمي، بينما منتخب مصر يحتل المركز 45 عالميًا (السادس أفريقيا).

## الطريق إلى النهائي
| م | الفريق   | لعب | نقاط |
| - | -------- | --- | ---- |
| 1 | السنغال  | 3   | 5    |
| 2 | غينيا    | 3   | 4    |
| 3 | مالاوي   | 3   | 4    |
| 4 | زيمبابوي | 3   | 3    |

| م | الفريق      | لعب | نقاط |
| - | ----------- | --- | ---- |
| 1 | نيجيريا     | 3   | 9    |
| 2 | مصر         | 3   | 6    |
| 3 | السودان     | 3   | 1    |
| 4 | غينيا بيساو | 3   | 1    |

## ما قبل المباراة

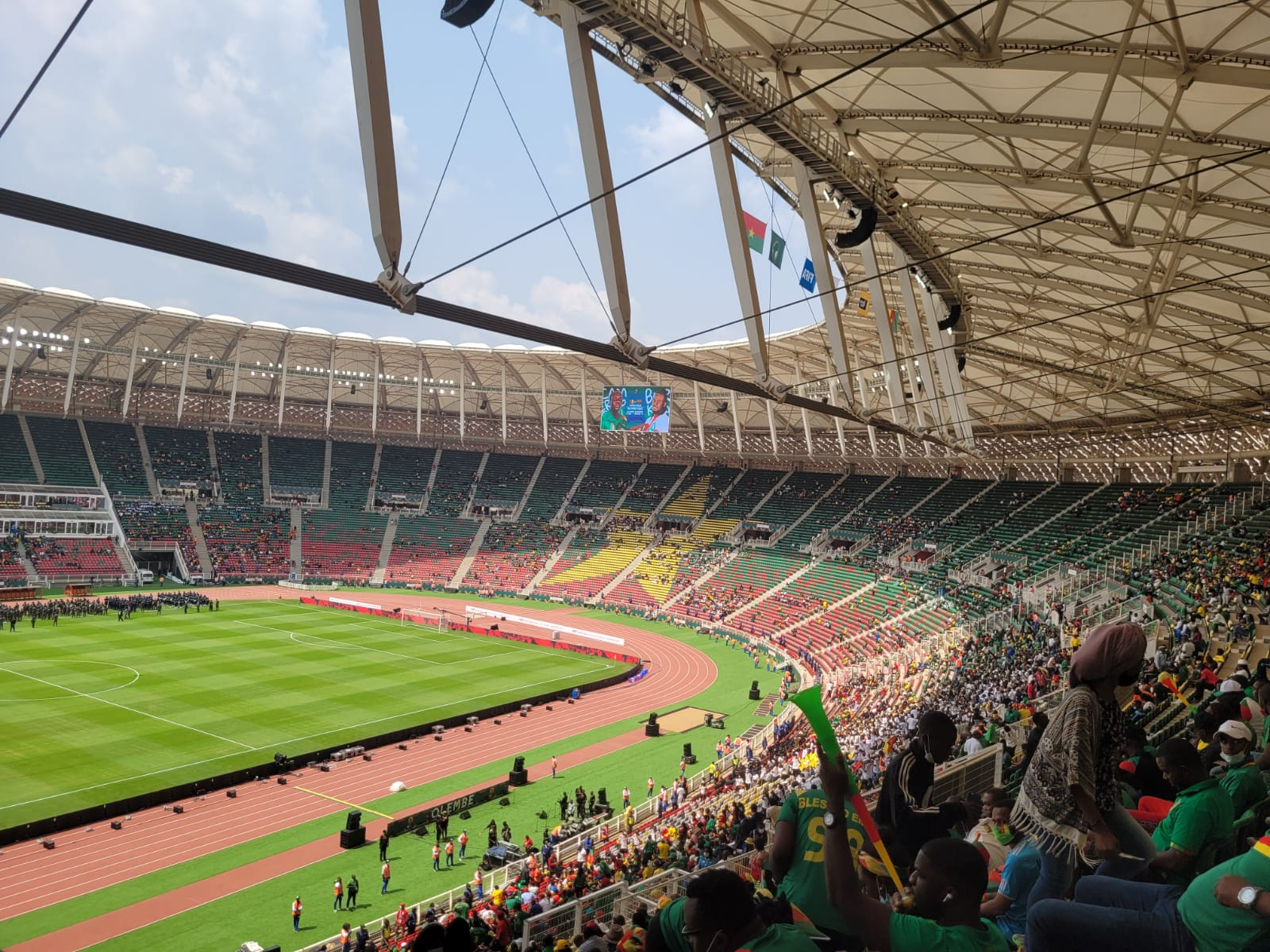
ملعب أوليمبي في ياوندي يوم 9 يناير 2022، قبل انطلاق حفل افتتاح كأس الأمم الأفريقية 2021

### نتائج فحص فيروس كورونا

#### السنغال
أعلن الاتحاد السنغالي لكرة القدم عن سلبية نتائج جميع اللاعبين، قبل 48 ساعة عن المباراة.

#### مصر
أعلن الاتحاد المصري لكرة القدم، يوم 4 فبراير 2022، عن سلبية مسحة البعثة.

### قائمة الفريقين
غاب مدرب منتخب مصر، كارلوس كيروش، عن المباراة بعد إيقافه من لجنة الانضباط للاتحاد الأفريقي لكرة القدم، بسبب تلقيه لبطاقة حمراء في مباراة نصف النهائي ضد الكاميرون.

## المباراة

### التفاصيل
| السنغال                                          | 0–0 (ب.و.إ.) | مصر                                |
| ------------------------------------------------ | ------------ | ---------------------------------- |
|                                                  | تقرير        |                                    |
| ركلات الترجيح                                    |              |                                    |
| - كوليبالي - ع. ديالو - ب. سار - ب. ديانغ - ماني | 4–2          | - زيزو - عبد المنعم - حمدي - لاشين |

| السنغال | مصر |

| GK         | 16 | إدوارد ميندي    |     |     |
| RB         | 20 | بونا سار        |     |     |
| CB         | 3  | خاليدو كوليبالي | 44' |     |
| CB         | 22 | عبدو ديالو      | 54' |     |
| LB         | 2  | ساليو سيس       |     |     |
| CM         | 8  | شيخو كوياتيه    |     | 66' |
| CM         | 6  | نامباليس ميندي  | 17' |     |
| CM         | 5  | إدريسا غي       |     |     |
| RW         | 18 | إسماعيلا سار    |     | 77' |
| LW         | 10 | ساديو ماني      | 88' |     |
| CF         | 19 | فامارا ديدهيو   |     | 77' |
| البدلاء:   |    |                 |     |     |
| FW         | 26 | باب غايي        |     | 66' |
| FW         | 9  | بولايي ديا      |     | 77' |
| FW         | 15 | بامبا ديانغ     |     | 77' |
| المدرب:    |    |                 |     |     |
| أليو سيسيه |    |                 |     |     |

| GK            | 16 | محمد أبو جبل     |     |     |
| RB            | 8  | إمام عاشور       |     |     |
| CB            | 2  | محمد عبد المنعم  | 5'  |     |
| CB            | 15 | محمود حمدي الونش |     |     |
| LB            | 13 | أحمد أبو الفتوح  |     |     |
| CM            | 5  | حمدي فتحي        | 37' | 99' |
| CM            | 17 | محمد النني       |     |     |
| CM            | 4  | عمرو السولية     |     | 59' |
| RW            | 10 | محمد صلاح        |     |     |
| LW            | 22 | عمر مرموش        |     | 59' |
| CF            | 14 | مصطفى محمد       |     | 59' |
| البدلاء:      |    |                  |     |     |
| MF            | 7  | محمود تريزيجيه   |     | 59' |
| MF            | 21 | أحمد سيد زيزو    |     | 59' |
| FW            | 28 | مروان حمدي       |     | 59' |
| FW            | 18 | مهند لاشين       |     | 99' |
| مساعد المدرب: |    |                  |     |     |
| كارلوس كيروش  |    |                  |     |     |

| رجل المباراة: محمد أبو جبل (مصر) الحكام المساعدون: زاكلي سويلا (جنوب أفريقيا) سورو فاتسواني (ليسوتو) الحكم الرابع: جان جاك جامبو ندالا (الكونغو الديموقراطية) حكم مساعد احتياطي: أوليفيه سافاري (الكونغو الديموقراطية) الحكم المساعد بالفيديو: عادل زوراق (المغرب) معاوني الحكم المساعد بالفيديو: بشرى كربوبي (المغرب) زكريا برينسي (المغرب) | قوانين المباراة - 90 دقيقة. - 30 دقيقة وقت إضافي مقسمة إلى شوطين في حال انتهاء الوقت الأصلي بالتعادل. - في حال استمرار التعادل بعد الوقت الإضافي يتم اللجوء إلى ركلات الجزاء الترجيحية. - اثنا عشر لاعب بديل. - الحد الأقصى المسموح به بالتبديلات هو خمسة، مع السماح بسادس في الوقت الإضافي. |

## بعد المباراة
دخل لاعب كرة القدم السابق الكاميروني روجيه ميلا ملعب اللقاء وهو يحمل كأس بطولة كأس الأمم الأفريقية، ووضعه على قاعدة صغيرة. كما كان رئيس الاتحاد الأفريقي لكرة القدم، باتريس موتسيبيه، حاضرًا رفقة رئيس الاتحاد الدولي لكرة القدم، جياني إنفانتينو، خلال حفل توزيع الجوائز لتسليم الميداليات وتقديم الكأس لقائد المنتخب السنغالي خاليدو كوليبالي. وَجَّه إنفانتينو كوليبالي إلى الذَّهاب نحو المدرجات ناحية رئيس الكاميرون، بول بيا، ليقدم هذا الأخير الكأس لقائد السنغال، الذي عاد إلى أرضية الميدان مُتجهًا نحو منصة التتويج من أجل الاحتفال مع زملاءه. حسب صحيفة ديلي ميرور البريطانية، فإن رئيس الفيفا لم يسمح لكوليبالي برفع الكأس إلا بعد لقاء رئيس الكاميرون.
أصبح منتخب السنغال هو المنتخب الخامس عشر الذي يحقق كأس الأمم الأفريقية، كما تعادلوا في عدد التتويجات مع منتخبات: إثيوبيا، السودان، الكونغو، المغرب، جنوب أفريقيا، تونس وزامبيا.
أعلن رئيس السنغال، ماكي سال، أن يوم الإثنين 7 فبراير 2022 عطلة رسمية في البلاد، للاحتفال بتحقيق المنتخب السنغالي للبطولة.

## الملاحظات
1. ↑  سيتم منح كل فريق ثلاث فرص فقط لإجراء التبديلات، مع فرصة رابعة في الوقت الإضافي، باستثناء التبديلات التي تم إجراؤها في الشوط الأول، قبل بدء الأشواط الإضافية وفي الشوط الأول في الوقت الإضافي.